# Stade Mie Nishi
Pour les articles homonymes, voir Nishi.
Le stade municipal de baseball Mie Nishi, situé dans le quartier de Bom Retiro', dans la région centrale de la ville de São Paulo, a été inauguré le 21 juin 1958 pour commémorer le cinquantième anniversaire de l'immigration japonaise au Brésil.

## Histoire
Il est subordonné au Département des Sports, Loisirs et Loisirs de la ville de São Paulo et est le seul lieu public sur le sol national pour la pratique du baseball, du gateball et du sumo, en plus de dédier un espace à la pratique du softball.
Actuellement, le site, avec 30 000 mètres carrés, sert au développement d'activités de formation pour les personnes âgées, d'exercices de sumo et de cours gratuits sur les sports pratiqués dans le lieu. En outre, le stade accueille des tournois nationaux de baseball, entraîne une vingtaine d'équipes sportives et accueille également des matchs de sumo internationaux.